# Армагеддон (шахматы)
Армагеддон — название особой шахматной партии, которая проводится, если предыдущие тай-брейки не выявили победителя.

## Описание
- Право выбора цвета фигур определяется жребием.
- Контроль времени для «армагеддона» может быть различным. Например:
  - 5 минут белым и 4 минуты чёрным, с добавлением 3 секунд на ход каждому игроку, начиная с 61-го хода
  - 4 минуты белым и 3 минуты чёрным, с добавлением 2 секунд на ход каждому игроку, начиная с 1-го хода
- В случае ничьей победителем объявляется шахматист, игравший чёрными фигурами[1].

Таким образом, «армагеддон» всегда выявляет победителя, заканчивая соревнование.